# Museo di antropologia dell'Università di Atene
Il Museo di antropologia dell'Università di Atene è uno storico e importante istituto museale didattico, situato presso la scuola di medicina dell'Università nazionale.